# Texels Skuumkoppe
Texels Skuumkoppe is een Nederlands speciaalbier van Texel, gebrouwen door de Texelse Bierbrouwerij. Het staat bekend als een blond tarwebier, ook wel genoemd een blond Weizen met een iets donkerdere kleur. Hoewel het vaak wordt gecategoriseerd als een donker Weizen, voldoet het niet aan de typische standaarden van donker bier." 

## Het bier
Texels Skuumkoppe wordt "witbier" genoemd, maar is een Weizenbier met een alcoholpercentage van 6%. Het was het eerste blonde Nederlandse Weizenbier (zogenaamde "Blondweizen"). Zoals veel Weizenbieren wordt het geschonken in glazen van een halve liter.
Het wordt sinds november 2002 gebrouwen met gerstemout en tarwemout van Texel, hop, geroosterde gerstemout en water. Men voegt geen kruiden toe. Men werkt met bovengisting. Er gebeurt eveneens nagisting op fles.
De naam refereert aan het "skuum" (schuim) op het zeewater, dat door een volle witte bierkraag wordt verbeeld. Het komt van origine van Texel, maar het wordt in heel Nederland gedronken. Het is eveneens verkrijgbaar in Duitsland en Engeland. Vanaf 2023 werd er ook een alcoholvrije versie op de markt gebracht, Skuumkoppe 0.0.